# Carex juniperorum
Espèce
Classification phylogénétique
Carex juniperorum est une espèce de plantes du genre Carex et de la famille des Cyperaceae.